# Naturschutzgebiet Alte Röder bei Prieschka

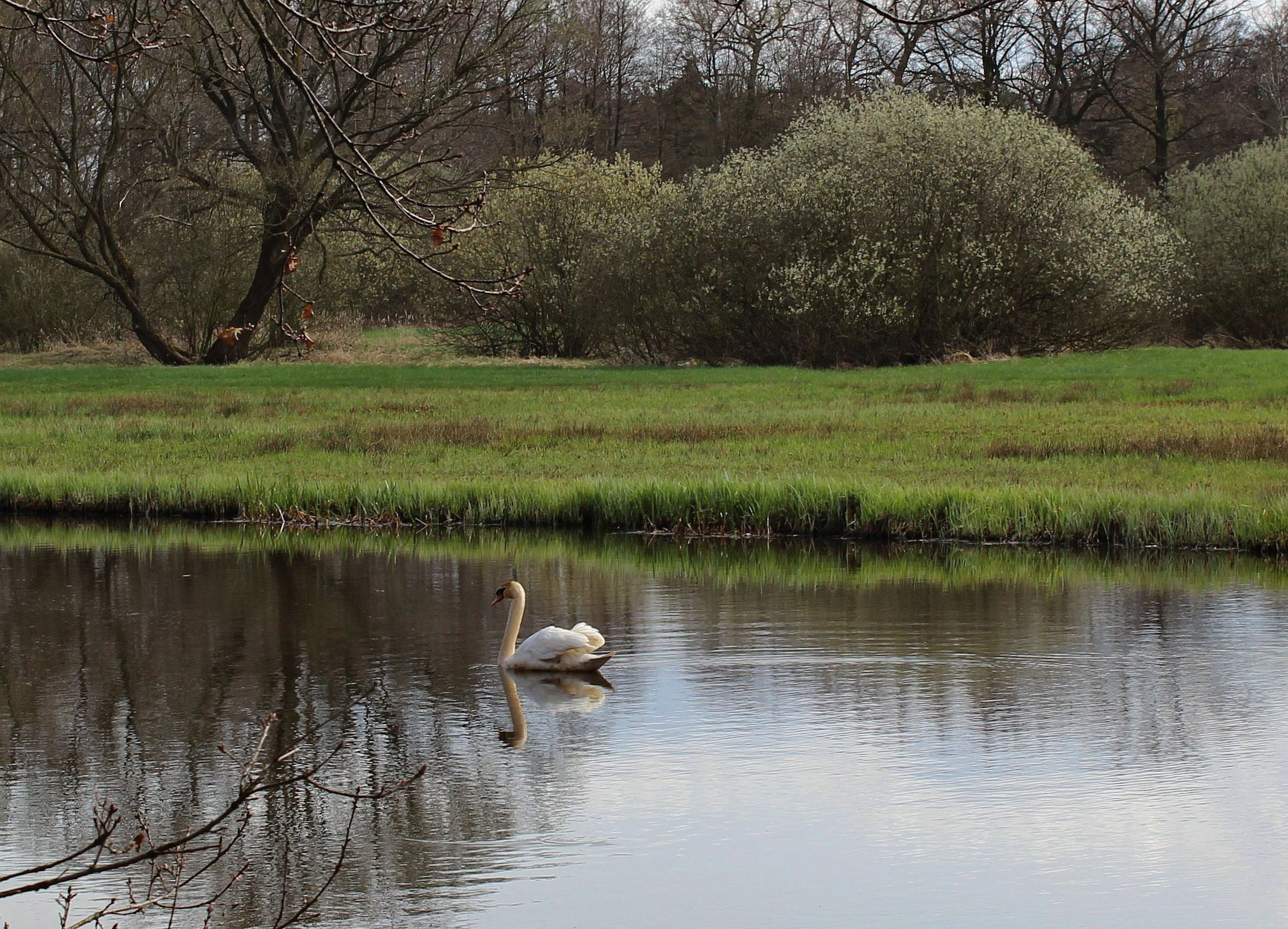
Naturschutzgebiet Alte Röder

Das Naturschutzgebiet Alte Röder bei Prieschka liegt im Landkreis Elbe-Elster in Brandenburg. Das Naturschutzgebiet befindet sich linksseitig der Schwarzen Elster zwischen dem Bad Liebenwerdaer Ortsteil Prieschka und dem zur Gemeinde Röderland gehörenden Würdenhain im Naturpark Niederlausitzer Heidelandschaft, der eine Größe von 484 km² umfasst. Die bereits 1981 unter Naturschutz gestellte Röderniederung beherbergt eines der beständigsten Vorkommen des vom Aussterben bedrohten Elbebibers. Sein Schutzzweck besteht unter anderem in der Erhaltung und Entwicklung dieses Gebietes als Lebensraum des Elbebibers und anderer existenzbedrohter Tierarten.
Das etwa 80 Hektar große Naturschutzgebiet erstreckt sich entlang des Flusslaufs der alten Röder. Die Alte Röder ist ursprünglich ein alter Flusslauf der Schwarzen Elster zwischen Würdenhain und Prieschka und wurde seit der Elsterregulierung (1852 bis 1864) bis zum Ersten Weltkrieg als Lauf der Großen Röder genutzt. Das Mündungsgebiet der Alten Röder in die Schwarze Elster wird auch als Gänsewinkel bezeichnet. Es befindet sich nordöstlich von Prieschka in unmittelbarer Nähe des Übergangs der Landesstraße 593 über die Schwarze Elster.